# 柳檜
柳 檜（りゅう かい、507年 - 552年）は、西魏の軍人。字は季華。本貫は河東郡解県。兄は柳鷟・柳虯。弟は柳慶。

## 経歴
柳僧習の四男として生まれた。性格は豪放磊落で、文才はなかったが、騎射を得意とし、決断力に優れていた。18歳で奉朝請を初任とした。父が死去すると、辞職して喪に服し、哀哭のあまり骨の立つまで痩せ細った。喪が明けると、陽城郡丞・防城都督に任じられた。538年（大統4年）、宇文泰に従って河橋・邙山の戦いに参戦し、先陣に立って功績を挙げた。都督に任じられ、鄯州に駐屯した。
542年（大統8年）、澆河郡太守となった。ほどなく平東将軍・太中大夫の位を加えられた。吐谷渾が澆河郡に侵入してくると、柳檜は少数の兵でこれを撃退することに成功した。功績により万年県子に封じられた。このころ吐谷渾は強盛で、西域の西魏領にたびたび侵入していたが、柳檜が戦うと必ず撃破していたため、数年後には侵入してこなくなった。548年（大統14年）、柳檜は河州別駕に転じ、帥都督となった。まもなく使持節・撫軍将軍・大都督に任じられた。
河州に駐屯すること3年、長安に召還された。ときに柳檜の兄の柳虯が秘書丞をつとめ、弟の柳慶が尚書左丞となっていたが、柳檜は朝廷で高官として仕えるよりも、前線で戦うことを望んだ。そこで柳檜は宇文泰の命で東方の九曲に派遣されて駐屯した。
551年（大統17年）、大将軍王雄の下で南朝梁の上津・魏興を攻撃した。552年（廃帝元年）、上津・魏興が平定されると、柳檜は魏興華陽二郡太守に任じられた。安康の黄衆宝らが反乱を起こし、華陽郡を攻撃すると、10日あまりで郡城は陥落し、柳檜は身に十数カ所の傷を負って捕らえられた。黄衆宝らが進撃して東梁州を包囲すると、柳檜を縛ったまま城下に置いて、かれの口で城中の人々に開城を説得させようとした。しかし柳檜は、反乱軍は烏合の衆で、糧食にも事欠いているので、抗戦を続ければ退散させることができると大呼し、城中の人々を勇気づけた。このため黄衆宝の怒りを買って殺害され、遺体を水中に投棄された。享年は46。黄衆宝が王雄に敗れて降伏し、東梁州の包囲が解かれると、柳虯の子の柳止戈が柳檜の遺体を回収して長安に帰った。柳檜は東梁州刺史の位を追贈された。

## 家庭

### 妻
- 裴媚 - 裴彦先（裴叔業の兄の裴令宝の子）の子の裴約の娘

### 男子
- 柳斌（字は伯達。17歳で北周の斉公宇文憲に召されて記室となったが、早逝した）
- 柳雄亮
- 柳子第

### 女子
- 柳婉勤

## 伝記資料
- 『周書』巻46 列伝第38
- 『北史』巻64 列伝第52
- 魏故持節撫軍将軍大都督通直散騎常侍東梁州刺史万年県開国子柳君墓誌（柳檜墓誌）